# University of Idaho
De University of Idaho (UI) is een Amerikaanse openbare onderzoeksuniversiteit gevestigd in Moscow in de staat Idaho. De universiteit werd opgericht in 1889 en is de oudste openbare universiteit van Idaho.

Naast de hoofdcampus in Moscow heeft de instelling satellietcampussen in Coeur d'Alene, Boise, Twin Falls en Idaho Falls. De universiteit heeft ook een onderzoekspark in Post Falls.